# Altheim (Autriche)
Pour les articles homonymes, voir Altheim.
Altheim est une commune autrichienne du district de Braunau am Inn en Haute-Autriche.